# نورپاتچولنول
نورپاتچولنول (به انگلیسی: Norpatchoulenol) با فرمول شیمیایی C۱۴H۲۲O یک ترکیب شیمیایی است. که جرم مولی آن ۲۰۶٫۳۳ g/mol می‌باشد. 